# Šušnjići
Šušnjići is een plaats in de gemeente Poreč in de Kroatische provincie Istrië. De plaats telt 24 inwoners (2001).